# Cincinnatia parva
The pygmy siltsnail, danh pháp hai phần Cincinnatia parva, là một loài ốc nước ngọt rất nhỏ có mang và nắp, là động vật thân mềm chân bụng sống dưới nước thuộc họ Hydrobiidae. Đây là loài đặc hữu của Hoa Kỳ.